# Dilobocondyla fouqueti
Dilobocondyla fouqueti är en myrart som beskrevs av Santschi 1910. Dilobocondyla fouqueti ingår i släktet Dilobocondyla och familjen myror. Inga underarter finns listade i Catalogue of Life.

## Bildgalleri

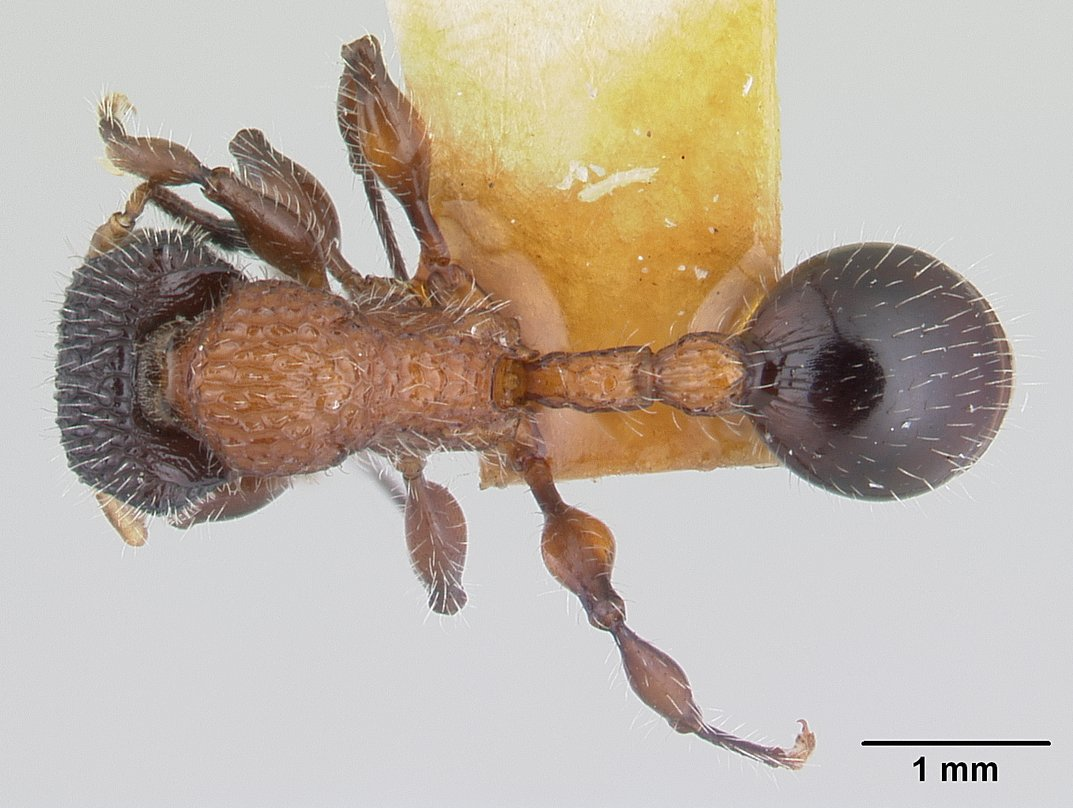
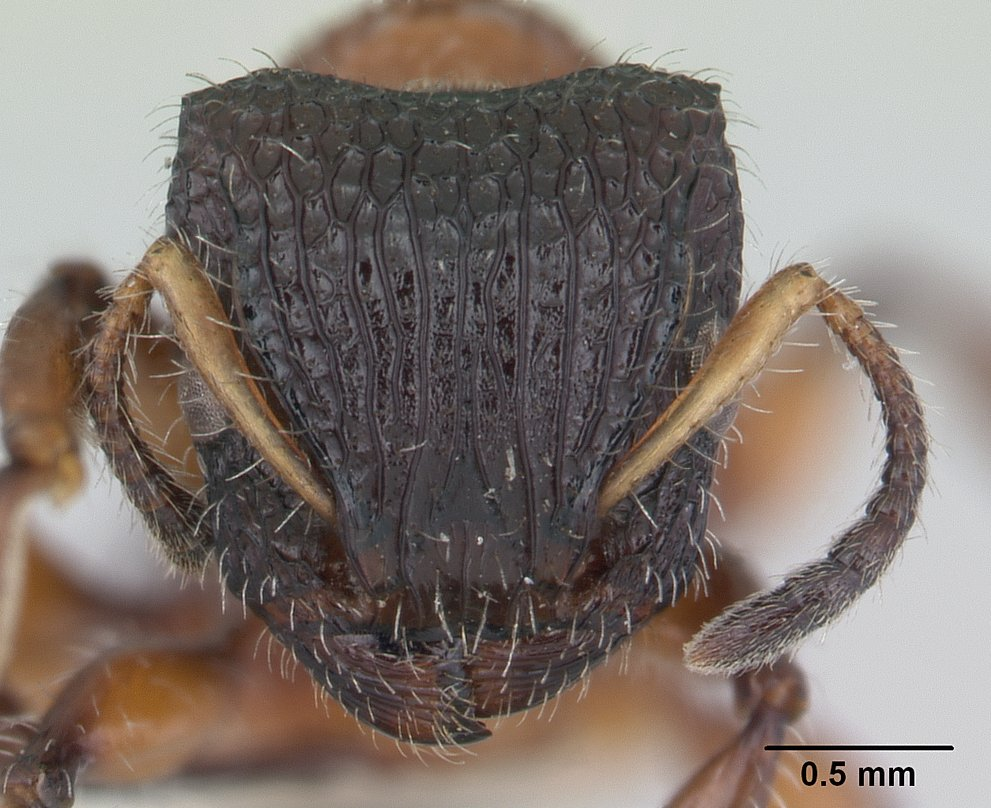
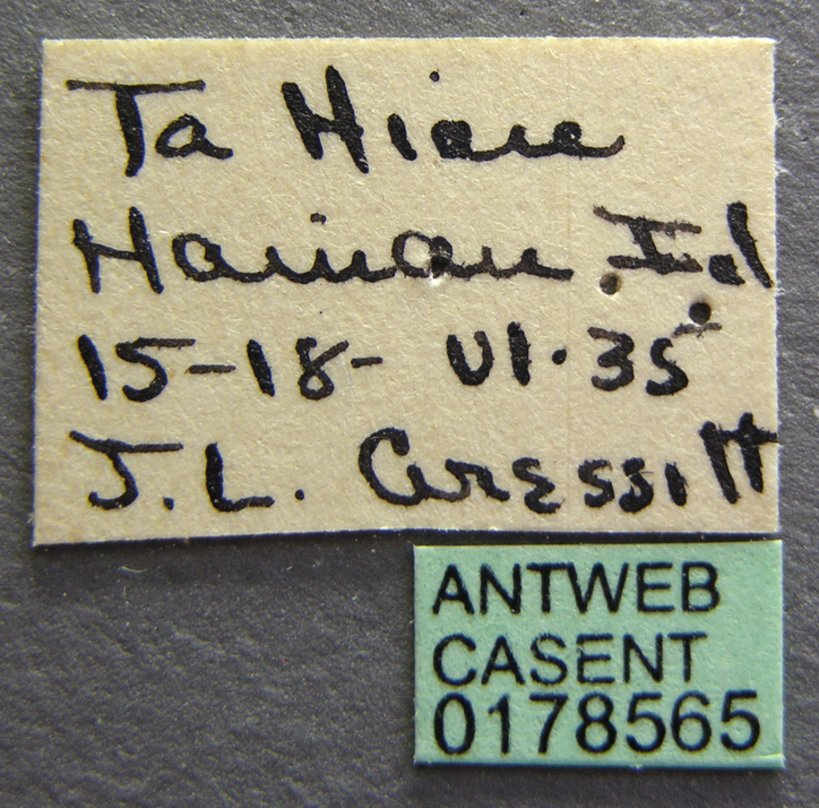
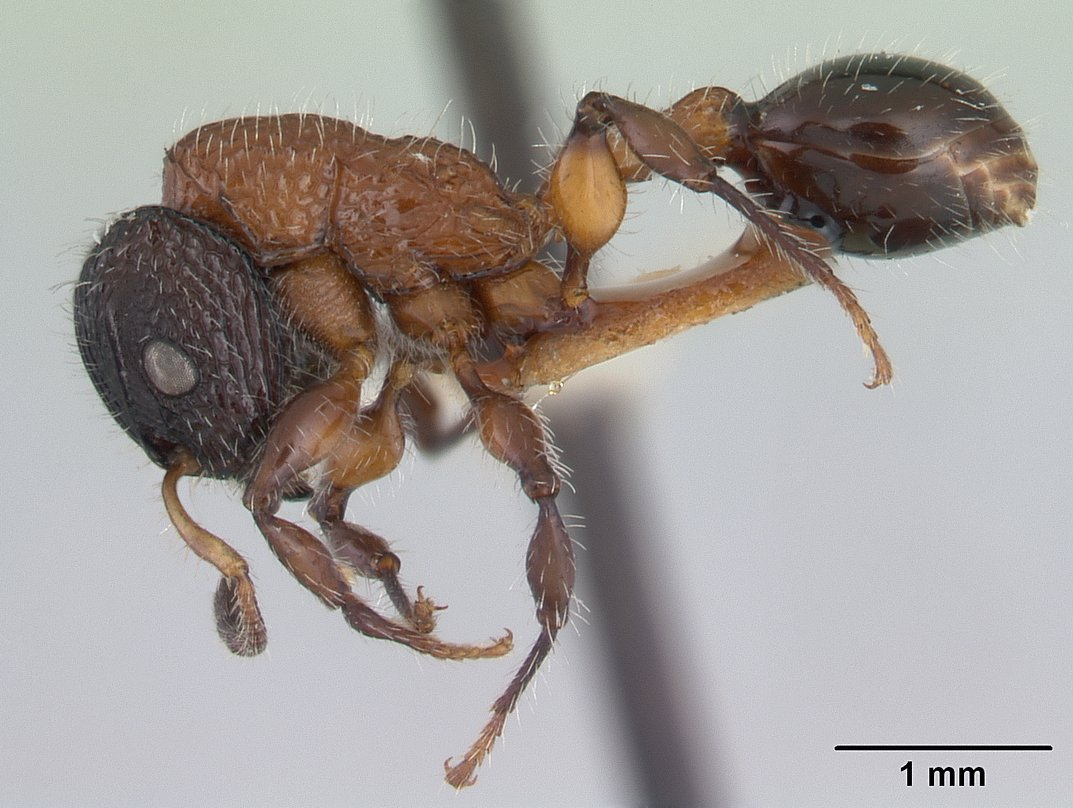